# Chrysochlamys bracteolata
Chrysochlamys bracteolata är en tvåhjärtbladig växtart som beskrevs av José Cuatrecasas. Chrysochlamys bracteolata ingår i släktet Chrysochlamys och familjen Clusiaceae. Inga underarter finns listade i Catalogue of Life.